# Bukit Aneuh
Bukit Aneuh är en kulle i Indonesien.   Den ligger i provinsen Aceh, i den västra delen av landet, 1 600 km nordväst om huvudstaden Jakarta. Toppen på Bukit Aneuh är 115 meter över havet.
Terrängen runt Bukit Aneuh är huvudsakligen platt.Runt Bukit Aneuh är det ganska glesbefolkat, med 42 invånare per kvadratkilometer. Närmaste större samhälle är Langsa, 17,1 km sydost om Bukit Aneuh. Trakten runt Bukit Aneuh består huvudsakligen av våtmarker.